# Don’t Be Cruel
Don’t Be Cruel ist ein 1956 von Otis Blackwell geschriebener Song, zu dem Elvis Presley als Co-Autor genannt wird, obwohl die beiden Künstler sich nie begegnet sind.
Das Lied ist nicht zu verwechseln mit dem gleichnamigen Song von Bobby Brown.

## Inhalt
Das Lied erzählt von der Einsamkeit eines Menschen, der sich danach sehnt, dass die geliebte Person sich wieder bei ihm meldet; und wenn schon nicht persönlich, dann wenigstens telefonisch. Darum bittet er sie darum, nicht grausam zu sein, denn „du bist ja die einzige, an die ich denke“: Don’t be cruel to a heart that’s true. I don’t want no other love. Baby it’s just you I’m thinkin’ of.

## Originalsong
Don’t Be Cruel erschien als B-Seite der 1956 veröffentlichten Single Hound Dog und beide Lieder erreichten Platz 1 der US-Charts. Keiner anderen Single war jemals ein solcher Erfolg beschieden. Im Jahr 2002 wurde das Lied in die Grammy Hall of Fame aufgenommen.

## Coverversionen
Das Lied wurde von zahlreichen Künstlern gecovert, unter anderem:
- 1958: Jerry Lee Lewis
- 1959: Connie Francis
- 1964: The Platters[5]
- 1974: Billy Swan
- 1987: The Judds
- 1988: Cheap Trick
- 1989: The Residents
- 1992: Ringo Starr
- 1993: Neil Diamond
- 1994: Debbie Harry
- 1997: Tom Jones[6]

Darüber hinaus nahm Peter Kraus das Lied unter dem Titel O wie gut in deutscher Sprache auf.